# Virtuelles Herbarium
Ein virtuelles Herbarium ist ein Herbarium in digitalisierter Form. Es handelt sich um eine Sammlung mehr oder weniger hoch aufgelöster, digitaler Bilder getrockneter und gepresster Pflanzen bzw. Pflanzenteile. Diese werden meist über das Internet einem breiten Publikum verfügbar gemacht. 
Wie in einem herkömmlichen Herbarium sollte auch hier jede Einzelprobe mit zusätzlichen Informationen wie Fundort, Sammler und korrektem botanischen Namen versehen sein. Meist liegen suchbare Datenbanken zugrunde.